# Zăpăcilă se însoară (film)
Zăpăcilă se însoară reprezintă un film realizat în 1913 de către compania de teatru a Marioarei Voiculescu. Producător a fost Leon Popescu, prin societatea sa „Filmul de Artă Leon Popescu”. Nu se cunosc date despre premiera filmului.